# Grindină

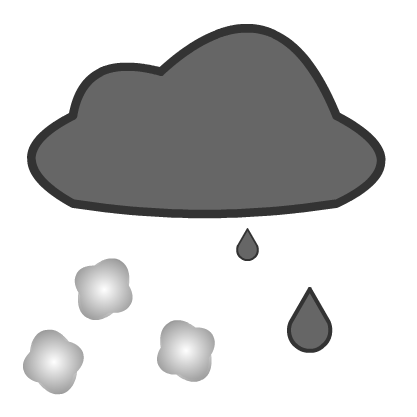
Semn convențional
meteorologic pentru grindină

Grindina este o formă de precipitații, particulele de apă din atmosferă căzând pe suprafața solului în formă de gheață. Se formează atunci când picăturile de ploaie traversează straturi de aer cu temperaturi scăzute (sub 0 °C).

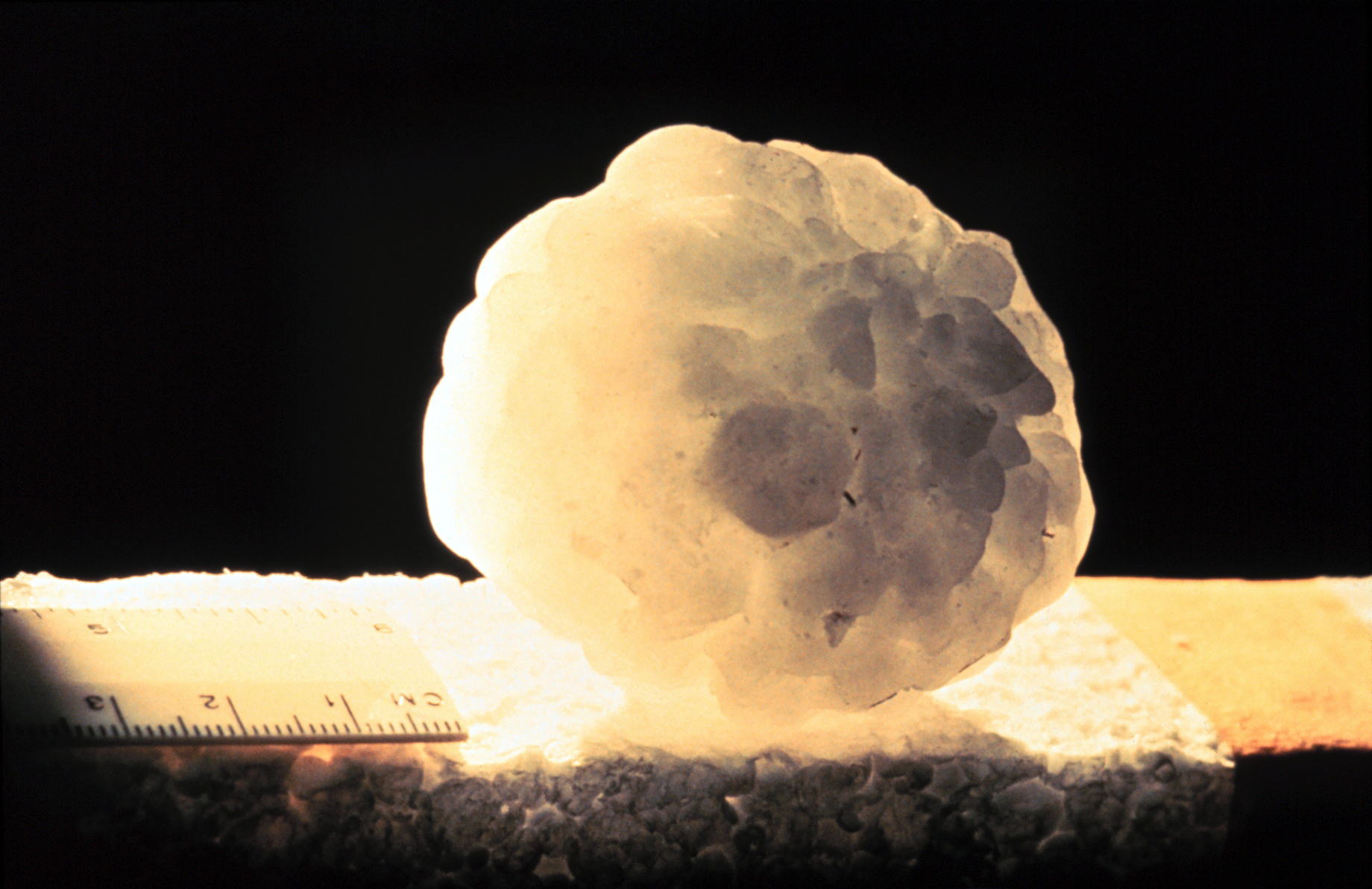
Particulă de grindină cu diametrul de aproximativ 6 cm.

Particulele de gheață au în general o formă neregulată, diametrul mediu fiind în general de 5 – 50 mm, dar putând fi mult mai mare în cazul furtunilor electrice. Particulele sunt formate din gheață transparentă sau dintr-o alternanță de staturi de gheață transparentă și gheață translucidă, grosimea straturilor fiind de cel puțin 1 mm. Cea mai grea grindină a avut 1 kilogram și a căzut în anul 1986 în Gopalganj, Bangladesh.
Grindina se produce mai ales în sezonul cald, fiind asociată cu averse, vânt și descărcări electrice. În România este mai frecventă în Bărăgan, Dobrogea și sudul Moldovei și este întotdeauna provocată de nori cumulo-nimbus.
Efectele grindinei
Prin acțiunea de izbire, grindina poate cauza prejudicii majore asupra culturilor agricole, poate deteriora acoperișurile imobilelor sau caroseriile mașinilor. Sunt cunoscute cazuri în care, din cauza dimensiunilor mari ale fragmentelor, au murit 300 de persoane în Bangladesh. Pe teritoriul României, în data de 20 iunie 1997, în 2 localități din județul Dolj, au murit 4 persoane. Martorii spun că dimensiunile unui fragment depășeau mărimea unui ou de struț, stratul de grindină atingând atunci cca 50 cm. De asemenea, la 3 săptămâni după vijelie, pe câmp încă mai erau iepuri morți, iar în crâng nu se mai auzea ciripit de păsări. Fragmente cu dimensiuni mari (cca 80 mm) au fost înregistrate și în Comuna Rucăr la data de 13 august 1999. Alte zone în care s-au înregistrat furtuni cu grindină mare sunt în: Brăila (7 iunie 1880); Iași (4 august 1950); București-Băneasa (18 iunie 1979); Oradea (31 iulie 1991), Dorohoi(4 mai 2019), Zalău (28 mai 2019).